# Рамешковский муниципальный округ
Рамешко́вский муниципальный округ — административно-территориальная единица и муниципальное образование (муниципальный округ) на западе Тверской области России.
Административный центр — посёлок городского типа Рамешки.

## География
Округ расположен в юго-восточной части Тверской области. Площадь — 2511,5 км², что составляет около 3 % от всей площади области. Общая длина административной границы около 270 км. По форме район очень компактен и очертаниями напоминает квадрат со сторонами 50-55 км.
Район граничит:
- на севере — с Максатихинским и Бежецким округами,
- на востоке — с Кашинским городским округом и Кимрским округом,
- на юге — с Калининским округом,
- на западе — с Лихославльским округом.

Природа
Рамешковский округ богат внутренними водами. Главная река округа — Медведица. Примечательной особенностью Рамешковского округа является обилие озёр, в том числе достаточно крупных. Рамешковский район — один из самых заболоченных районов Тверской области. Мощность торфа достигает 3-4 метров, а на Оршинском Мхе даже 7-8 м. Самое ценное растение верховых болот — клюква, за которой каждую осень на болота устремляются сотни людей.
Территория округа расположена в лесной зоне смешанных широколиственно-хвойных лесов. Из хвойных лесов преобладают различные сосняки. Основные массивы сосновых лесов сосредоточены южнее реки Медведицы вдоль автотрассы Кушалино — Горицы.
Около 40 % Рамешковского округа занимают сельскохозяйственные угодья. Из них более половины — это пашня, на которой выращивают картофель, лён, овощи и некоторые зерновые культуры. Другая часть сельскохозяйственных угодий используется для выращивания кормовых трав либо для выпаса скота.
Современная фауна представляет собой уникальный конгломерат из представителей таёжных видов, жителей тундры, выходцев из широколиственных лесов и степной зоны, а также животных интродуцированных с помощью человека. Наиболее распространены лось, заяц-беляк, белка, бурый медведь, волк, лисица, барсук, выдра, рысь, глухарь, тетерев, рябчик, клест, свиристель.

## История
В XII—XIV вв. основная территория входила в состав Каменского стана Бежецкого Верха, западной частью — в состав Бежецкой Пятины и принадлежала Великому Новгороду, а южной частью, от теперешних границ района до реки Кушалинки, — в Шезский стан Тверского княжества. В 1766 г. Бежецкий Верх был переименован в Бежецкий уезд, в составе которого остался и Каменский Стан. Населённые пункты размещались в большинстве своем по берегам рек, речушек, озёр и водоёмов. В 1891 г. на реке Медведице, в пределах нынешнего района, размещались 60 сел и деревень с населением около 123 тыс. чел., на реке Каменке — 11, на реке Ивице — 22 селения.
Рамешковский район образован 12 июля 1929 года в составе Тверского округа Московской области. В его состав вошли следующие сельсоветы бывших Тверского и Бежецкого уездов: Алёшинский, Алхимковский, Бакшинский, Баскаковский, Безбожницкий, Береговский, Бобровский, Большевистский, Вилковский, Ворохобинский, Высоковский, Головковский, Далековский, Заклинский, Залесьевский, Замытский, Застолбский, Иваньковский, Карельский, Козикинский, Комсомольский, Курьяновский, Лавровский, Лахинский, Липновский, Медведихинский, Моляковский, Мохнецкий, Некрасовский, Новиковский, Новокаменский, Октябрьский, Первомайский, Передовой, Погорельский, Прудковский, Пусто-Раменский, Пятилетковский, Рамешковский, Ровновский, Селищенский, Семунинский, Сорокинский, Тарлаковский, Тучевский, Устюговский, Хвалинский, Хорошовский, Черногрязевский, Щукинский и Январский.
3 марта 1932 года из Толмачевского района в Рамешковский был передан Воротиловский с/с.
29 января 1935 года Рамешковский район вошёл в состав Калининской области. В 1940 году в состав района входили следующие сельсоветы: Алёшинский, Бакшинский, Безбожницкий, Бобровский, Большевистский, Воротиловский, Высоковский, Далековский, Заклинский, Замытский, Комсомольский, Лавровский, Липновский, Медведихинский, Октябрьский, Передовой, Пустораменский, Пятилетковский, Рамешковский, Ровновский, Тучевский, Устюговский, Щукинский, Январский.
В 1935—1956 годах сёла Кушалино и Киверичи были центрами отдельных районов — Кушалинского и Теблешского. В 1956—1963 годах восточная часть района входила в Горицкий район.
В 1937—1939 гг. Рамешковский район входил в Карельский национальный округ (центр г. Лихославль).
5 апреля 2021 года Рамешковский район и входящие в его состав городское и сельские поселения были преобразованы в Рамешковский муниципальный округ, как административно-территориальная единица район был преобразован в округ.

## Население
| 1939    | 1959    | 1970    | 1979    | 1989    | 2002    | 2006    | 2009    | 2010    |
| ------- | ------- | ------- | ------- | ------- | ------- | ------- | ------- | ------- |
| 37 924  | ↘27 507 | ↘25 630 | ↘20 280 | ↘18 270 | ↘15 600 | ↗15 800 | ↗15 908 | ↘14 988 |
| 2011    | 2012    | 2013    | 2014    | 2015    | 2016    | 2017    | 2018    | 2019    |
| ↘14 894 | ↗15 172 | ↗15 535 | ↗15 808 | ↘15 748 | ↘15 679 | ↘15 501 | ↘15 318 | ↘15 058 |
| 2020    | 2021    |         |         |         |         |         |         |         |
| ↗15 094 | ↘14 811 |         |         |         |         |         |         |         |

### Урбанизация
В городских условиях (пгт Рамешки) проживают 27,7 % населения округа.

### Гендерный состав
По данным переписи 2002 года население составило 15 600 жителей (7 003 мужчины и 8 597 женщин).

### Национальный состав
По итогам переписи населения 2020 года проживали следующие национальности (национальности менее 0,1 % и другое, см. в сноске к строке «Другие»):
| Национальность | Численность, чел. | Доля     |
| -------------- | ----------------- | -------- |
| Русские        | 12 160            | 82,10 %  |
| Таджики        | 1088              | 7,35 %   |
| Карелы         | 280               | 1,89 %   |
| Армяне         | 101               | 0,68 %   |
| Украинцы       | 72                | 0,49 %   |
| Азербайджанцы  | 60                | 0,41 %   |
| Узбеки         | 44                | 0,30 %   |
| Киргизы        | 38                | 0,26 %   |
| Татары         | 34                | 0,23 %   |
| Даргинцы       | 28                | 0,19 %   |
| Молдаване      | 23                | 0,16 %   |
| Казахи         | 23                | 0,16 %   |
| Другие         | 860               | 5,78 %   |
| Итого          | 14 811            | 100,00 % |

## Административно-муниципальное устройство
До 2021 года Рамешковский район, с точки зрения административно-территориального устройства области, входили 11 поселений.
В Рамешковский муниципальный район, с точки зрения муниципального устройства, входили 11 муниципальных образований, в том числе 1 городское поселение и 10 сельских поселений:
| №        | Муниципальное образование (до 17.04.2021) | Административный центр | Количество населённых пунктов | Население (чел.) | Площадь (км²) |
| -------- | ----------------------------------------- | ---------------------- | ----------------------------- | ---------------- | ------------- |
| 1e-06    | Городские поселения:                      |                        |                               |                  |               |
| 1        | посёлок Рамешки                           | пгт Рамешки            | 1                             | ↘4017            | 4,19          |
| 1.000002 | Сельские поселения:                       |                        |                               |                  |               |
| 2        | Алёшино                                   | деревня Алёшино        | 46                            | ↘1216            | 205,98        |
| 3        | Ведное                                    | село Ведное            | 20                            | ↘955             | 171,71        |
| 4        | Высоково                                  | деревня Высоково       | 27                            | ↗932             | 160,80        |
| 5        | Заклинье                                  | село Заклинье          | 25                            | ↗797             | 183,92        |
| 6        | Застолбье                                 | село Застолбье         | 28                            | ↗1181            | 160,63        |
| 7        | Ильгощи                                   | село Ильгощи           | 41                            | ↘680             | 200,00        |
| 8        | Киверичи                                  | село Киверичи          | 49                            | ↗996             | 300,80        |
| 9        | Кушалино                                  | село Кушалино          | 27                            | ↘2314            | 245,00        |
| 10       | Некрасово                                 | деревня Некрасово      | 28                            | ↗1540            | 156,08        |
| 11       | Никольское                                | село Никольское        | 14                            | ↗517             | 145,00        |

### Населённые пункты
| №   | Населённый пункт | Тип населённого пункта      | Население |
| --- | ---------------- | --------------------------- | --------- |
| 1   | Абакумово        | деревня                     | ↗8        |
| 2   | Агафониха        | деревня                     | ↘5        |
| 3   | Акулово          | деревня                     | →0        |
| 4   | Александрово     | деревня                     | ↗13       |
| 5   | Александрово     | деревня                     | ↗87       |
| 6   | Алексеевское     | деревня                     | ↘212      |
| 7   | Алёшино          | деревня                     | ↗282      |
| 8   | Алхимково        | деревня                     | ↗15       |
| 9   | Андреевское      | село                        | ↘72       |
| 10  | Афатово          | деревня                     | ↗5        |
| 11  | Бабаиха          | деревня                     | ↘0        |
| 12  | Бакшино          | деревня                     | ↘47       |
| 13  | Баскаки          | деревня                     | ↘25       |
| 14  | Бахарево         | деревня                     | ↘17       |
| 15  | Беляево          | деревня                     | ↘10       |
| 16  | Берег            | деревня                     | ↗17       |
| 17  | Бережок          | деревня                     | ↘13       |
| 18  | Березняки        | деревня                     | ↘13       |
| 19  | Березовец        | деревня                     | ↘0        |
| 20  | Берковщина       | деревня                     | →0        |
| 21  | Блуди            | деревня                     | ↗8        |
| 22  | Боброво          | деревня                     | ↘1        |
| 23  | Богатырёво       | деревня                     | ↘5        |
| 24  | Большая Горка    | деревня                     | →1        |
| 25  | Большуха         | деревня                     | →0        |
| 26  | Борки            | деревня                     | ↘0        |
| 27  | Борутино         | деревня                     | ↗69       |
| 28  | Броды            | деревня                     | →0        |
| 29  | Буйлово          | село                        | ↗27       |
| 30  | Буланово         | деревня                     | ↘13       |
| 31  | Бурцевы Горы     | деревня                     | →8        |
| 32  | Буславец         | деревня                     | ↘1        |
| 33  | Бухлово          | деревня                     | ↘33       |
| 34  | Быково           | деревня                     | ↗9        |
| 35  | Васильев Двор    | деревня                     | →0        |
| 36  | Васильки         | деревня                     | ↘1        |
| 37  | Васьки           | деревня                     | →0        |
| 38  | Ведное           | село                        | ↘384      |
| 39  | Вельшино         | деревня                     | ↗78       |
| 40  | Вересково        | деревня                     | ↘1        |
| 41  | Вилово           | деревня                     | ↘1        |
| 42  | Вильяшево        | деревня                     | →0        |
| 43  | Власиха          | деревня                     | ↘31       |
| 44  | Волково          | деревня                     | ↘34       |
| 45  | Волосково        | деревня                     | ↘88       |
| 46  | Волхово          | деревня                     | ↘5        |
| 47  | Воротилово       | деревня                     | ↗37       |
| 48  | Воротнево        | деревня                     | →0        |
| 49  | Ворохобино       | деревня                     | →0        |
| 50  | Высоково         | деревня                     | ↘200      |
| 51  | Вышино           | деревня                     | ↗1        |
| 52  | Георгиевское     | село                        | →7        |
| 53  | Гнездилово       | деревня                     | ↗37       |
| 54  | Гоголиха         | деревня                     | ↗15       |
| 55  | Гордеиха         | деревня                     | ↘5        |
| 56  | Горка            | деревня                     | ↘1        |
| 57  | Горка            | деревня                     | ↘23       |
| 58  | Горка            | деревня                     | →5        |
| 59  | Горка Ленина     | деревня                     | ↗9        |
| 60  | Горка Урицкого   | деревня                     | →0        |
| 61  | Городковский     | посёлок                     | ↘180      |
| 62  | Городня          | деревня                     | ↘65       |
| 63  | Городок          | деревня                     | ↘148      |
| 64  | Горолысово       | деревня                     | ↘6        |
| 65  | Григорково       | деревня                     | →1        |
| 66  | Григорово        | деревня                     | →0        |
| 67  | Григорово        | деревня                     | ↗8        |
| 68  | Григорово        | деревня                     | ↘0        |
| 69  | Далеки           | деревня                     | ↘58       |
| 70  | Денесьево        | деревня                     | ↘42       |
| 71  | Денисово         | деревня                     | ↘13       |
| 72  | Десятильники     | деревня                     | ↘1        |
| 73  | Диево            | село                        | ↘159      |
| 74  | Дмитровка        | деревня                     | ↘0        |
| 75  | Дуброво          | деревня                     | ↘1        |
| 76  | Дуброво          | деревня                     | ↘1        |
| 77  | Дудинец          | деревня                     | →0        |
| 78  | Дуловское        | деревня                     | ↘22       |
| 79  | Дьяково          | деревня                     | ↗55       |
| 80  | Емельяниха       | деревня                     | ↘1        |
| 81  | Ершиха           | деревня                     | ↗5        |
| 82  | Ефремово         | деревня                     | ↗1        |
| 83  | Железово         | деревня                     | ↗13       |
| 84  | Железово         | деревня                     | ↗27       |
| 85  | Желниха          | деревня                     | ↘1        |
| 86  | Жирославка       | деревня                     | ↗21       |
| 87  | Жихино           | деревня                     | ↘5        |
| 88  | Жихнево          | деревня                     | ↗54       |
| 89  | Заклинье         | село                        | ↘182      |
| 90  | Залесье          | деревня                     | ↘36       |
| 91  | Замытье          | село                        | ↘168      |
| 92  | Заполье          | деревня                     | ↘7        |
| 93  | Заречье          | деревня                     | ↘1        |
| 94  | Заручье          | деревня                     | ↗40       |
| 95  | Заручье          | деревня                     | ↘22       |
| 96  | Заручье          | деревня                     | ↗38       |
| 97  | Заря             | деревня                     | ↘27       |
| 98  | Засколье         | деревня                     | ↗83       |
| 99  | Застолбье        | село                        | →368      |
| 100 | Захарьино        | деревня                     | ↘17       |
| 101 | Знаменка         | деревня                     | ↘6        |
| 102 | Зубцово          | деревня                     | ↘24       |
| 103 | Ивановское       | село                        | ↘81       |
| 104 | Иванцево         | деревня                     | ↘12       |
| 105 | Иваньково        | деревня                     | ↘46       |
| 106 | Ивица            | деревня                     | ↘43       |
| 107 | Ивишино          | деревня                     | →0        |
| 108 | Иевлево          | деревня                     | ↗7        |
| 109 | Иевлево          | деревня                     | ↘1        |
| 110 | Ильгощи          | село                        | ↗143      |
| 111 | Ильинка          | деревня                     | ↘9        |
| 112 | Ильино           | деревня                     | ↗55       |
| 113 | Ильино           | деревня                     | ↗46       |
| 114 | Исачиха          | деревня                     | ↘12       |
| 115 | Кадное           | деревня                     | ↘22       |
| 116 | Каликино         | деревня                     | →1        |
| 117 | Каменка          | деревня                     | ↗27       |
| 118 | Каменное         | деревня                     | ↗8        |
| 119 | Киверичи         | село                        | ↘590      |
| 120 | Колодово         | деревня                     | ↘0        |
| 121 | Колупаново       | деревня                     | →47       |
| 122 | Комариха         | деревня                     | →1        |
| 123 | Коммуна          | деревня                     | ↘0        |
| 124 | Конищево         | деревня                     | ↗10       |
| 125 | Константиново    | деревня                     | ↗22       |
| 126 | Коптино          | деревня                     | ↘1        |
| 127 | Корино           | деревня                     | ↘1        |
| 128 | Корневка         | деревня                     | ↘1        |
| 129 | Корнево          | деревня                     | ↘1        |
| 130 | Коровино         | деревня                     | →1        |
| 131 | Коростелёво      | деревня                     | ↘60       |
| 132 | Косково          | деревня                     | ↗144      |
| 133 | Косковская Горка | деревня                     | ↗157      |
| 134 | Красная Горка    | деревня                     | ↘7        |
| 135 | Красненькое      | деревня                     | ↗5        |
| 136 | Красное          | деревня                     | →0        |
| 137 | Красный Пахарь   | деревня                     | ↗28       |
| 138 | Кромново         | деревня                     | →48       |
| 139 | Крутец           | деревня                     | ↘10       |
| 140 | Кузнецово        | деревня                     | ↘15       |
| 141 | Кузьминка        | деревня                     | ↘1        |
| 142 | Кукино           | деревня                     | ↘0        |
| 143 | Кукуй            | деревня                     | ↘0        |
| 144 | Куликово         | деревня                     | ↗6        |
| 145 | Курьяново        | деревня                     | ↗20       |
| 146 | Кушалино         | село                        | ↗1162     |
| 147 | Лаврово          | деревня                     | ↗86       |
| 148 | Лахино           | деревня                     | ↘23       |
| 149 | Леоново          | деревня                     | ↗13       |
| 150 | Летнево          | деревня                     | ↘49       |
| 151 | Липное           | деревня                     | ↘0        |
| 152 | Ловцово          | деревня                     | ↘1        |
| 153 | Лощино           | деревня                     | →56       |
| 154 | Лядины           | деревня                     | ↘153      |
| 155 | Ляхово           | деревня                     | ↘1        |
| 156 | Малая Горка      | деревня                     | ↘25       |
| 157 | Манушкино        | деревня                     | ↘7        |
| 158 | Марьино          | деревня                     | ↗18       |
| 159 | Матвейково       | деревня                     | ↘1        |
| 160 | Матрёнино        | деревня                     | ↘0        |
| 161 | Медведиха        | село                        | ↘146      |
| 162 | Медведица        | деревня                     | ↘10       |
| 163 | Мерлуга          | деревня                     | ↗7        |
| 164 | Минеево          | деревня                     | →10       |
| 165 | Минино           | деревня                     | ↗11       |
| 166 | Могилки          | деревня                     | ↘1        |
| 167 | Моляково         | деревня                     | ↗15       |
| 168 | Морозовка        | деревня                     | ↗7        |
| 169 | Морозово         | деревня                     | ↗19       |
| 170 | Мохнецы          | деревня                     | ↗10       |
| 171 | Мощёново         | деревня                     | ↘88       |
| 172 | Мсты             | деревня                     | ↘0        |
| 173 | Мужево           | деревня                     | ↘1        |
| 174 | Найденово        | деревня                     | ↗75       |
| 175 | Негочево         | деревня                     | ↘21       |
| 176 | Некрасово        | деревня                     | ↗35       |
| 177 | Некрасово        | деревня                     | →236      |
| 178 | Немерово         | деревня                     | ↘34       |
| 179 | Никольское       | село                        | ↘240      |
| 180 | Новенькая        | деревня                     | →15       |
| 181 | Новиково         | деревня                     | ↗43       |
| 182 | Ново-Застолбье   | деревня                     | ↘18       |
| 183 | Ново-Михнёво     | деревня                     | ↗1        |
| 184 | Ново-Рязанчиха   | деревня                     | ↘1        |
| 185 | Новое            | деревня                     | ↗22       |
| 186 | Новое            | деревня                     | ↘27       |
| 187 | Новое Долино     | деревня                     | ↘10       |
| 188 | Новый Камень     | деревня                     | ↘0        |
| 189 | Новый Починок    | деревня                     | ↘20       |
| 190 | Обратково        | деревня                     | →0        |
| 191 | Оглядкино        | деревня                     | ↘10       |
| 192 | Остров           | деревня                     | →1        |
| 193 | Ошвино           | деревня                     | ↗23       |
| 194 | Павлово          | деревня                     | →0        |
| 195 | Павлушково       | деревня                     | ↗5        |
| 196 | Пальцево         | деревня                     | ↘9        |
| 197 | Паниха           | деревня                     | ↘1        |
| 198 | Паршутино        | деревня                     | ↗19       |
| 199 | Пенье            | деревня                     | ↘0        |
| 200 | Перегородка      | деревня                     | ↗22       |
| 201 | Перелоги         | деревня                     | ↗165      |
| 202 | Перемилово       | деревня                     | →0        |
| 203 | Перепечкино      | деревня                     | ↗9        |
| 204 | Пески            | деревня                     | →0        |
| 205 | Пески            | деревня                     | ↗5        |
| 206 | Пескошево        | деревня                     | ↘5        |
| 207 | Петраково        | деревня                     | ↗55       |
| 208 | Петровское       | деревня                     | →0        |
| 209 | Петроково        | деревня                     | ↘1        |
| 210 | Плешково         | деревня                     | →0        |
| 211 | Плосково         | деревня                     | ↘33       |
| 212 | Погорелец        | деревня                     | ↘26       |
| 213 | Погорельцы       | село                        | ↗38       |
| 214 | Поддубное        | деревня                     | ↘1        |
| 215 | Полянка          | деревня                     | ↘14       |
| 216 | Поляны           | деревня                     | ↘1        |
| 217 | Поплевино        | деревня                     | ↘9        |
| 218 | Поповка          | деревня                     | ↘0        |
| 219 | Поречье          | деревня                     | ↘5        |
| 220 | Починово         | деревня                     | →2        |
| 221 | Прислон          | деревня                     | ↗73       |
| 222 | Проказово        | деревня                     | ↗23       |
| 223 | Прудиха          | деревня                     | →5        |
| 224 | Прудово          | деревня                     | ↗40       |
| 225 | Пустораменка     | деревня                     | ↗276      |
| 226 | Рамень           | деревня                     | ↘4        |
| 227 | Раменье          | деревня                     | ↘1        |
| 228 | Раменье          | деревня                     | ↘81       |
| 229 | Рамешки          | пгт, административный центр | ↗4102     |
| 230 | Ровное           | деревня                     | ↗9        |
| 231 | Рождество        | деревня                     | ↘1        |
| 232 | Рождество        | село                        | ↗92       |
| 233 | Русино           | деревня                     | ↗40       |
| 234 | Ручьи            | деревня                     | ↗10       |
| 235 | Рыжково          | деревня                     | ↗19       |
| 236 | Савиха           | деревня                     | ↘5        |
| 237 | Сафоново         | деревня                     | ↘1        |
| 238 | Свистуново       | деревня                     | ↘21       |
| 239 | Сезомцы          | деревня                     | ↘0        |
| 240 | Селище           | деревня                     | ↗123      |
| 241 | Сельково         | деревня                     | ↘6        |
| 242 | Сельниково       | деревня                     | ↘11       |
| 243 | Сельцо           | деревня                     | ↗12       |
| 244 | Селютино         | деревня                     | ↗1        |
| 245 | Сёмжино          | деревня                     | →0        |
| 246 | Семунино         | деревня                     | ↘48       |
| 247 | Сенино           | деревня                     | ↘1        |
| 248 | Сеньково         | деревня                     | →0        |
| 249 | Сивцево          | деревня                     | ↘1        |
| 250 | Сидорово         | деревня                     | ↘25       |
| 251 | Скрябино         | деревня                     | ↘1        |
| 252 | Славгущи         | деревня                     | ↘0        |
| 253 | Слободиха        | деревня                     | ↘1        |
| 254 | Смочели          | деревня                     | ↗15       |
| 255 | Соболиха         | деревня                     | →1        |
| 256 | Соколово         | деревня                     | ↘21       |
| 257 | Сорокино         | деревня                     | ↗33       |
| 258 | Сошниково        | деревня                     | ↘5        |
| 259 | Старово          | деревня                     | ↘22       |
| 260 | Старово          | деревня                     | ↗23       |
| 261 | Старово          | деревня                     | ↗25       |
| 262 | Старово          | деревня                     | ↘0        |
| 263 | Старое Долино    | деревня                     | ↘1        |
| 264 | Старожилка       | деревня                     | ↘0        |
| 265 | Старый Починок   | деревня                     | ↘1        |
| 266 | Стояново         | деревня                     | ↗38       |
| 267 | Сутоки           | село                        | ↗168      |
| 268 | Сырково          | деревня                     | ↗16       |
| 269 | Таковая          | деревня                     | ↘11       |
| 270 | Твердятино       | деревня                     | ↘8        |
| 271 | Тихорево         | деревня                     | ↘50       |
| 272 | Толокново        | деревня                     | ↗22       |
| 273 | Толстиково       | деревня                     | ↗7        |
| 274 | Топориха         | деревня                     | ↘6        |
| 275 | Троица           | деревня                     | ↘0        |
| 276 | Трубичиха        | деревня                     | ↘9        |
| 277 | Тучево           | деревня                     | ↗34       |
| 278 | Тюрево-Ловцово   | деревня                     | →0        |
| 279 | Улиткино         | деревня                     | →16       |
| 280 | Устюги           | деревня                     | ↘67       |
| 281 | Филиппково       | деревня                     | ↘1        |
| 282 | Филиха           | деревня                     | ↘25       |
| 283 | Холмы            | деревня                     | ↘1        |
| 284 | Хорошово         | деревня                     | ↘11       |
| 285 | Хотути           | деревня                     | →1        |
| 286 | Хохловка         | деревня                     | ↘0        |
| 287 | Хромцово         | деревня                     | ↗70       |
| 288 | Цепелиха         | деревня                     | ↘1        |
| 289 | Цицеруха         | деревня                     | ↗11       |
| 290 | Ченцы            | деревня                     | →0        |
| 291 | Чернево          | деревня                     | ↘14       |
| 292 | Чернеево         | деревня                     | ↘7        |
| 293 | Черногрязье      | деревня                     | ↗10       |
| 294 | Черногубово      | деревня                     | →1        |
| 295 | Чернышёво        | деревня                     | →15       |
| 296 | Чехово           | деревня                     | →0        |
| 297 | Чубариха         | деревня                     | →1        |
| 298 | Шарапиха         | деревня                     | →0        |
| 299 | Шарапово         | деревня                     | ↗8        |
| 300 | Шеломец          | деревня                     | ↗34       |
| 301 | Шенское          | деревня                     | ↗17       |
| 302 | Шибаниха         | деревня                     | ↘24       |
| 303 | Шуя              | деревня                     | ↘36       |
| 304 | Яблонька         | деревня                     | ↘1        |
| 305 | Язвица           | деревня                     | ↘17       |
| 306 | Якимково         | деревня                     | →6        |

## Экономика
За 2017 год на капитальный ремонт улично-дорожной сети израсходовано из бюджета 20,9 млн рублей. Доля протяженности автомобильных дорог общего пользования местного значения, не отвечающих нормативным требованиям, в 2017 году составила 23,3 %.
На территории округа осуществляют свою деятельность 457 субъектов малого и среднего предпринимательства.
Распространенными видами деятельности предпринимателей являются оптовая и розничная торговля, ремонт автотранспортных средств, бытовых изделий и предметов личного пользования, сельское и лесное хозяйство.
187 предприятий розничной торговли, из них по торговле продовольственными товарами — 45, непродовольственными товарами — 33, смешанной группой товаров — 38, нестационарных торговых объектов — 71.
Промышленное производство в Рамешковском округе складывалось под влиянием нескольких факторов: местоположение и наличие сырья. Прохождение по территории района одной из важнейших региональных автодорог Тверь — Бежецк — Весьегонск — Устюжна обусловили создание предприятия лёгкой промышленности, а наличие ресурсов, таких как лес — развитие предприятий деревообрабатывающей промышленности.
Из промышленных предприятий, 4 представляют деревообрабатывающее производство, 2 представляют сферу ЖКХ, 2 — легкую промышленность.
Промышленным центром остаётся пгт Рамешки, как узловой центр инженерно-транспортных коммуникаций и главный компоновочный центр районной системы расселения. Помимо пгт Рамешки, на территории Рамешковского муниципального округа можно выделить несколько перспективных для строительства новых производств территорий. Это территории, расположенные в непосредственной близости от крупных населенных пунктов района, таких как с. Киверичи и с. Кушалино. Обосновано это тем, что указанные населенные пункты обладают большим потенциалом с позиции обеспеченности инженерно-транспортной инфраструктурой и трудовыми резервами. Они газифицированы, в одном из них расположены действующие промышленные предприятия.

## Транспорт
Округ имеет развитую транспортную сеть, которая связывает его с областным центром и городами восточной части области. Автобусное сообщение на территории Рамешковского района обеспечивают 13 автобусных маршрутов, которые расходятся от пгт. Рамешки в трёх основных направлениях. Общая маршрутная сеть насчитывает 8 пригородных и 5 междугородних маршрутов общей протяженностью более 638,0 километров. Железных дорог на территории района нет.

## Сельское хозяйство
Отрасль сельского хозяйства представлена 16 средними и мелкими сельскохозяйственными организациями, 26 крестьянско-фермерскими хозяйствами и 52 личными подсобными хозяйствами.
Более развито животноводство, которое в годовом объёме производства продукции сельского хозяйства района составляет 67,0 %, и 33,0 % — растениеводство.
Общая площадь посевных земель на 1.01.2018 года составляет — 15724,7 га. Введено в сельскохозяйственный оборот в 2017 году 860 га.

## Социальная сфера

### Образование
17 образовательных учреждений: 9 общеобразовательных школ, 7 дошкольных учреждений, 1 учреждение дополнительного образования.
В трёх базовых школах обучается 790 школьников:
- МОУ «Рамешковская средняя общеобразовательная школа»;
- МОУ «Кушалинская средняя общеобразовательная школа»;
- МОУ «Киверичская средняя общеобразовательная школа».

Для организации подвоза учащихся открыто 12 школьных маршрутов. Есть восемь школьных автобусов. Транспорт оборудован системой ГЛОНАСС. Подвоз осуществляет предприятие «Школьный автобус».
В образовательных учреждениях района работает 147 педагогов.
Дошкольное образование
7 дошкольных образовательных учреждений и 3 группы дошкольного возраста (МОУ «Высоковская начальная общеобразовательная школа», МОУ «Никольская основная общеобразовательная школа», МОУ «Алешинская основная общеобразовательная школа»). В этих учреждениях занимаются 477 детей, работают 58 педагогов (47 воспитателей, 4 старших воспитателя, 5 музыкальных руководителей и 2 инструктора по физической культуре).
Педагоги детских садов получают заочное образование в Бежецком педагогическом колледже и в Тверском государственном университете.
Дополнительное образование
Кружки для детей ведут 64 педагога в «Доме детского творчества». Обучается там 748 человек.

### Здравоохранение
ГБУЗ «Рамешковская ЦРБ», включающая стационар, поликлинику. Есть пять врачебных амбулаторий: Алешинская, Замытская, Киверичская, Кушилинская, Ильгощинская.
Есть 13 фельдшерско-акушерских пунктов: Алексеевский, Ведновский, Высоковский, Городненский, Городковский, Заклинский, Застолбский, Косковско-Горский, Лядинский, Медведихинский, Некрасовский, Никольский, Сутокский.
Есть здравпукт в Рамешковской средней общеобразовательной школе.

## Русская православная церковь
В 1910 годах в населённых пунктах нынешнего района находилось 32 церкви, 47 часовен, 2 монастыря, 1 молельный дом. На 1 января 2001 г. сохранились в разной степени разрушения 25 церквей, 3 часовни, 1 монастырский комплекс, 1 молельный дом. Действующие церкви: в селе Буйлово — Богоявление Господне, открыта в 1991 г., в селе Застолбье — Вознесение Господне, открыта в 1991 г., в селе Кушалино — Божией Матери Смоленской (Одигитрии), открыта в 1991 г., в селе Никольское — Богоявление Господне, открыта в 1992 г., в Рамешках — Александра Невского, открыта в 1990 г., в селе Сутоки — Спаса Всемилостивого, открыта в 1945 г. Все храмы, действующие и недействующие — памятники истории и культуры, нуждаются в срочном ремонте.
Место, где расположена церковь в селе Застолбье, а раньше рядом была часовня, — родина исконных святых Иоанна и Нектария Застолбских (отец и сын, XVI в.). Рака с их мощами установлена в Благовещенском православном соборе г. Казани.

## Достопримечательности
В районе имеются водные источники, которые в народе называют «святыми». 

Это родники:
- Ильинский — на 62 км по новому шоссе «Тверь—Бежецк», раньше недалеко была часовня Пророка Илии, не сохранилась;
- Летневский — на 49 км шоссе «Тверь—Бежецк», раньше рядом была часовня Божией Матери Казанской, не сохранилась;
- Прощенский — у д. Каменное Заклинского сельского округа;
- Тихвинский — недалеко от села Замытье;
- Арт объект "Уголок Раздумий" д. Гордеиха Арт-объект выполнен из дерева и металла по концептуальному назначению "Уголок Раздумий" схож с триумфальными арками, которые стоят на центральных проспектах и улицах различных городов, формирующими транспортный каркас города, как, например, арка на Площади Звезды в Париже.
- «Святой колодчик» — у д. Матвейково Ивановского сельского округа.

В праздники Пророка Илии 2 августа у Ильинского родника и Явления Пресвятой Богородицы в г. Казани 21 июля у источников регулярно проводится, при стечении множества народа, богослужение с освящением воды.

## Люди, связанные с районом
- В Рамешках родились:
  - в 1897 году — Герой Социалистического Труда, советский государственный деятель Горкин, Александр Фёдорович.
  - в 1910 году — советский государственный деятель, председатель Совета Министров РСФСР Воронов, Геннадий Иванович.
- В Рамешковском районе родились:
  - в деревне Пальцево: 
 в 1917 году — летчик Смирнов, Алексей Семенович, дважды Герой Советского Союза.
 в 1945 году — профессор кафедры оперативного искусства Военной академии генерального штаба ВС РФ, генерал-майор Царьков, Геннадий Николаевич, кандидат военных наук, доцент.
  - в ныне не существующей деревне Бардиха (в 1925 году) — Рубцов, Николай Фёдорович, командир взвода, Герой Советского Союза.
  - в деревне Иевлево (в 1906 году) — Бочкин, Андрей Ефимович, инженер-гидротехник, руководитель строительства Иркутской и Красноярской ГЭС, лауреат Ленинской премии, Герой Социалистического Труда.
  - в селе Замытье: 
 в 1899 году — Гроздов, Борис Владимирович, ботаник-дендролог, доктор биологических наук, профессор 
 в 1915 году — Крюков, Николай Николаевич, киноактёр, народный артист РСФСР.
  - в селе Диево (в 1855 году) — Латышев, Василий Васильевич, филолог, историк, академик Петербургской АН.
  - в деревне  Зубцово (в 1896 году) — Шапкин, Иван Сергеевич,  советский военачальник, генерал-майор.